# Melitaea robiginosa
Melitaea robiginosa är en fjärilsart som beskrevs av Kardakoff 1928. Melitaea robiginosa ingår i släktet Melitaea och familjen praktfjärilar. Inga underarter finns listade i Catalogue of Life.